# Gigi's Recovery
Gigi's Recovery es el segundo álbum de estudio de la banda irlandesa de post-punk The Murder Capital. El álbum fue publicado a través del sello discográfico de la banda, Human Season Records, el 20 de enero de 2023.

## Recepción de la crítica
Gigi's Recovery recibió reseñas positivas de los críticos. En Metacritic, el álbum obtuvo un puntaje promedio de 85 sobre 100, basado en 12 críticas, lo cual indica “aclamación universal”. Damien Morris, contribuidor de The Observer, comentó: “En su mejor momento, que suele estar en Gigi's Recovery, The Murder Capital combina drama muscular y gracia esquelética con una confianza de la que Radiohead estaría orgulloso”. En The Line of Best Fit, Ross Horton escribió: “Gigi's Recovery es un disco excelente, y The Murder Capital ha presentado el primer reclamo real de Álbum del año”. John Wohlmacher de Beats Per Minute mencionó: “[Gigi's Recovery] supera el buen debut en casi todos los frentes y consolida a The Murder Capital como una de las bandas indie más emocionantes”.
Ali Shutler, crítico de The Telegraph, mencionó: “Lleno de riesgos seguros, Gigi's Recovery es en gran medida un álbum de transición, ya que The Murder Capital busca evolucionar sin alienar a su base de fans. Las puertas están abiertas de par en par para reinvenciones posteriores, pero por ahora, las cinco piezas se sienten cómodas manteniendo cerca lo que saben”. El contribuidor de Northern Transmissions, Greg Walker, declaró: “Podría verlo convertirse en el álbum favorito del año de algunas personas, a pesar de que solo se lanzó en el primer mes de 2023”. Richard Bowes, escribiendo para Gigwise, comentó: “Gigi's Recovery es un álbum inmersivo y catártico, eufórico y desolado en igual medida y una banda sonora perfecta para la esperanza y la tristeza que se sienten profundamente en esta época del año. Magnífico”.
Lee Campbell de Under the Radar escribió: “Gigi’s Recovery a veces se siente espeluznante e inquietante pero consistente y completamente atractiva”. Andrew Trendell, crítico de NME, comentó: “The Murder Capital puede haber llegado con un grito y un puño, pero ahora están volando con matices, ideas, mucho corazón y el primer gran álbum de guitarra de 2023. La ira es energía, pero el amor es fuerza”. En Riot, Charlie Brock declaró: “Gigi's Recovery es un disco de ritmo hermoso y musicalmente hábil creado por una banda que desbloquea nuevos niveles de arte. The Murder Capital se ha sacudido sus grilletes post-punk con estilo, y la libertad les ha permitido escalar nuevas alturas”.

## Créditos y personal
Créditos adaptados desde las notas de álbum de Gigi's Recovery.
Personal técnico
- John Congleton – producción
- Anthony Cazade – grabación
- Bernie Grundman – masterización
- Sammy Borst – ingeniero asistente

Diseño
- Peter Doyle – ilustración
- Aidan Cochrane – diseño de portada
- Ashley Willerton – lettering

## Posicionamiento
| Gráfica (2023)                            | Pico de posición |
| ----------------------------------------- | ---------------- |
| Alemania (Offizielle Top 100)             | 90               |
| Bélgica (Flandes) (Ultratop 200 Albums)   | 106              |
| Bélgica (Valonia) (Ultratop 200 Albums)   | 78               |
| Escocia (Scottish Albums Chart)           | 4                |
| Irlanda (Irish Albums Chart)              | 1                |
| Reino Unido (UK Albums Chart)             | 16               |
| Reino Unido (UK Album Downloads Chart)    | 8                |
| Reino Unido (UK Independent Albums Chart) | 3                |
| Reino Unido (UK Vinyl Albums Chart)       | 2                |